# Randy Meisner
Randall H. Meisner, detto Randy (Scottsbluff, 8 marzo 1946 – Los Angeles, 25 luglio 2023), è stato un musicista statunitense, noto principalmente per essere stato il bassista del gruppo country-rock Eagles.

## Biografia
Nel 1968 Meisner entrò nei Poco, gruppo formatosi dallo scioglimento dei Buffalo Springfield dopo l'abbandono di Neil Young e Stephen Stills. La permanenza fu di breve durata: nel gennaio del 1969, mentre la band era impegnata nel mixaggio del primo album discografico, Pickin' Up the Pieces, Randy Meisner abbandonò il gruppo per dissapori con i fondatori Richie Furay e Jimmy Messina. Il suo nome comunque compare nei crediti dell'album.
Nel 1972 si unì agli Eagles, con cui rimase fino al 1977. Il suo più grande successo fu Take It To The Limit, brano che mette in risalto le straordinarie qualità vocali di Meisner.. In seguito pubblicò tre album solisti, Randy Meisner nel 1978, One More Song nel 1980 e Randy Meisner nel 1982.
Nel 1989 Meisner suonò di nuovo con la formazione originaria dei Poco nell'album Legacy.
Nel 1999, in qualità di ex componente degli Eagles, è entrato nella National Rock and Roll Hall Fame.
Durante i primi anni 2000, dopo quasi 20 anni di silenzio dall'ultimo album Randy Meisner del 1982, il cantante ha pubblicato il suo ultimo album, Meisner, Swan e Rich (2001). 
A causa dei problemi di salute si ritirò dal mondo della musica nel 2008.
Randy è morto il 25 luglio 2023 all'età di 77 anni, a causa di complicazioni dovute a una broncopneumopatia cronica ostruttiva.

## Vita privata
Secondo quanto riferito, Meisner ha lottato con la dipendenza periodica dall'alcol dalla fine degli anni 60 in poi, specialmente durante il suo mandato con gli Eagles, mentre cercava di affrontare la sua ritrovata fama. A seguito di lievi attacchi di cuore nel 2004, è stato costretto a non partecipare ai tour. Poiché la sua salute continuava a peggiorare, alla fine smise di esibirsi. La sua ultima esibizione pubblica conosciuta è stata nel 2008 a Naples, in Florida.
Randy ha avuto tre figli dal primo matrimonio (con Jennifer Lee Barton): Dana Scott e i gemelli Heather Leigh e Eric Shane.

## Discografia

### Con i Poco
- 1969 - Pickin' Up the Pieces
- 1989 - Legacy

### Con gli Eagles

#### Album in studio
- 1972 - Eagles
- 1973 - Desperado
- 1974 - On the Border
- 1975 - One of These Nights
- 1976 - Hotel California

#### Raccolte
- 1976 - Their Greatest Hits (1971-1975)
- 1982 - Eagles Greatest Hits, Vol.2
- 1994 - The Very Best of the Eagles
- 2000 - Selected Works: 1972-1999
- 2003 - The Very Best Of

#### Live
- 1980 - Eagles Live

### Da solista

#### Album in studio
- 1978 - Randy Meisner (Asylum Records)
- 1980 - One More Song (Epic Records)
- 1982 - Randy Meisner (Epic Records)
- 2001 - Meisner, Swan & Rich (Varèse Sarabande)

#### Raccolte
- 2005 - Love Me or Leave Me Alone (Sonic Past Music)

#### Live
- 1983 - Dallas (Epic Records)

#### Singoli
- 1980 - Deep Inside My Heart (con Kim Carnes) - da One More Song
- 1981 - Hearts on Fire - da One More Song
- 1982 - Never Been in Love - da Randy Meisner (1982)
- 1992 - I'm Sure of You